# Liste de peintres hongrois
- Haut – A
- B
- C
- D
- E
- F
- G
- H
- I
- J
- K
- L
- M
- N
- O
- P
- Q
- R
- S
- T
- U
- V
- W
- X
- Y
- Z

## A
- Vilmos Aba-Novák
- Gyula Aggházy
- Tivadar Alconiere
- Imre Ámos
- Margit Anna
- Béla Apáti Abkarovics
- Lili Árkayné Sztehló
- István Árkossy
- Agoston Acs

## B

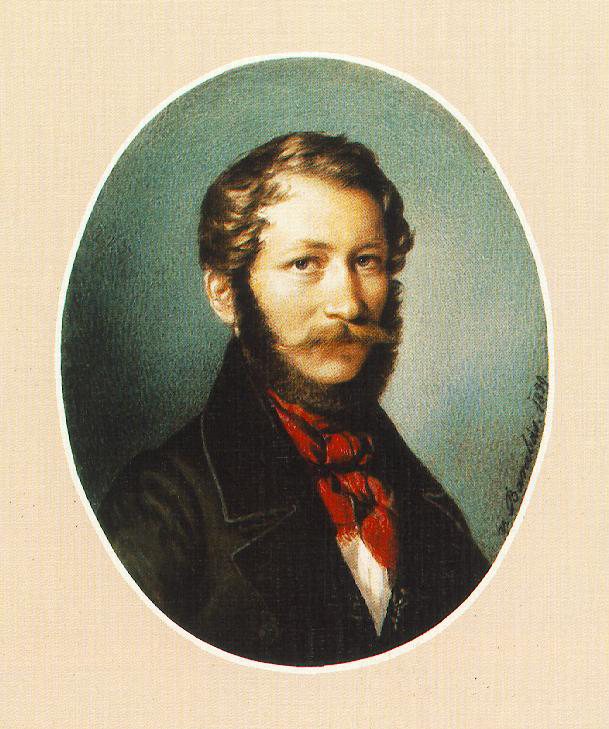
Barabas Miklos, autoportrait (1863)

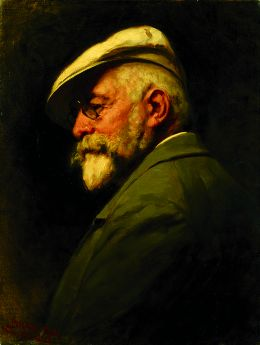
Gyula Benczúr, autoportair, 1917

- Endre Bálint
- Rezső Bálint
- Pál Balkay
- Béla Balla
- Ernő Bánk
- Miklós Barabás
- Jenő Barcsay
- Árpád Basch
- Gyula Benczúr
- Géza Bene
- Ágost Benkhard
- Lajos Berán
- Róbert Berény
- Aurél Bernáth
- Miklós Borsos
- Sándor Bortnyik
- Béla Bán
- József Bánáti Sverák
- Ernő Bánk
- Miklós Bánovszky
- Jenő Barcsay
- István Barta
- Endre Barzó
- Andor Basch
- Gyula Batthyány
- Judit Beck
- Aurél Bernáth
- László Beszédes
- Gyula Betlen
- Sándor Bihari
- Akos Biro
- Mihály Bíró
- Jakab Bogdány
- Ede Bohacsek
- József Dániel Böhm
- Pál Böhm
- Wolfgang Böhm
- Miklos Bokor
- Dezső Bokros Birman
- István Boldizsár
- Ferenc Bolmányi
- Zoltán Borbereki-Kovács
- Géza Bornemisza
- Tibor Boromisza
- József Borsos
- Sándor Bortnyik
- Samu Börtsök
- Gabor Breznay
- Károly Brocky
- Sándor Brodszky
- Lajos Bruck

## C
- István Csók
- Tivadar Csontváry Kosztka
- Béla Czobel

## D
- Gyula Derkovits
- István Dési Huber
- Balázs Diószegi
- Orshi Drozdik

## E
- József Egry
- Sándor Ék

## F
- Aladár Fáy
- Georges Feher
- László Fehér
- Adolf Fényes
- Árpád Feszty

## G
- Ilka Gedő
- Oszkár Glatz
- Lajos Gulácsy
- Líviusz Gyulai

## Hevesi Dénes Árpád 1940
- Adolf Hirémy-Hirschl (1860–1933)

## I
- Béla Iványi-Grünwald

## J
- Ferenc Joachim

## K
- Paul Kallos
- Zsigmond Karolyi
- Bertalan Karlovszky
- Lajos Kassák
- Károly Kernstok
- Károly Kisfaludy
- Zoltán Klie
- Béla Kondor
- József Koszta

## L
- Émile Lahner
- Philip Alexius de Laszlo
- Károly Lotz
- László Lakner

## M

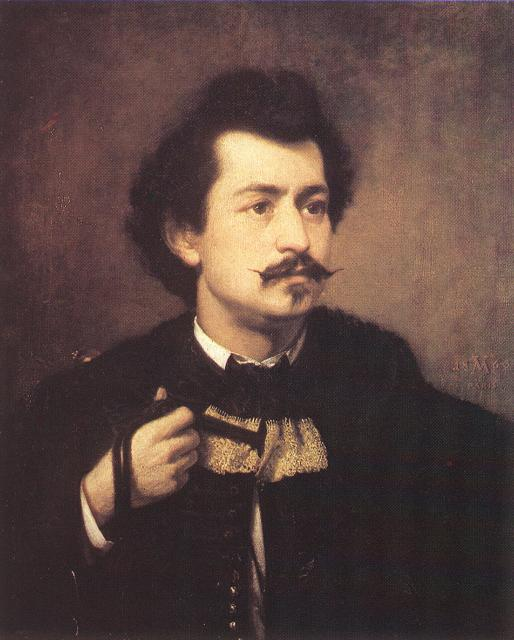
Viktor Madarász, autoportrait (1863)

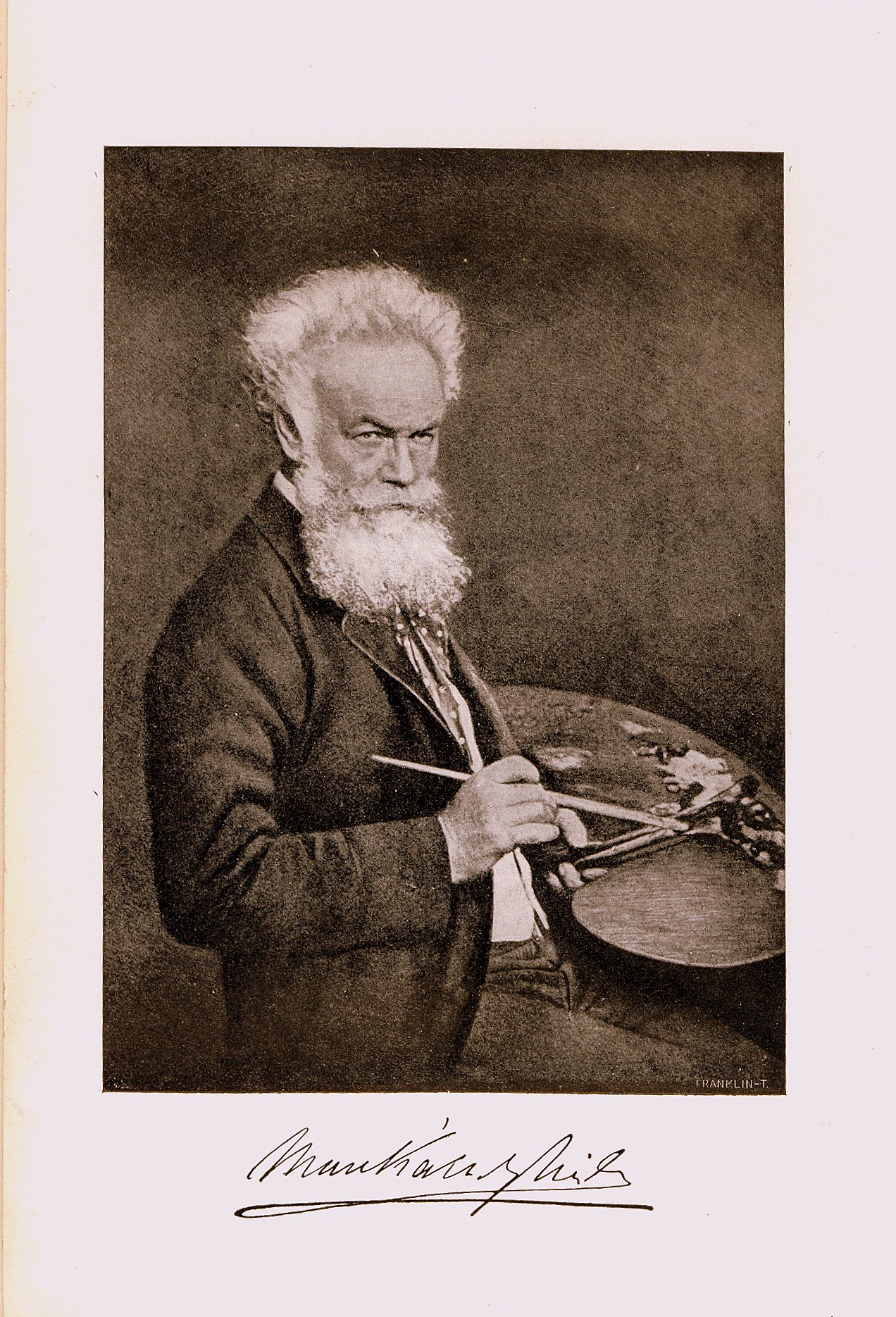
Mihály Munkácsy

- Sándor Liezen-Mayer
- Emil Lindenfeld
- Viktor Madarász
- Ádám Mányoki
- Ödön Márffy
- Károly Markó l'Ancien
- László Mednyánszky
- Géza Mészöly
- László Moholy-Nagy
- Pál Molnár C.
- Master M. S.
- Mihály Munkácsy

## O
- Soma Orlai Petrich
- Piroska Oszoli

## P
- Ferenc Paczka
- László Paál
- László Pataky
- Robert Pelles
- Peter László Péri
- Bertalan Pór

## R
- József Rippl-Rónai
- Charles Roka
- Flóris Rómer
- Endre Rozsda

## S
- Étienne Sandorfi
- Hugó Scheiber
- Joseph Szabo
- Bertalan Székely
- Pál Szinyei Merse
- István Szőnyi

## T
- Mór Than
- Lajos Tihanyi
- János Tornyai

## U
- Béla Uitz

## V
- János Vaszary
- Lajos Vajda
- Júlia Vajda

## Z
- Mihály Zichy

Geza Zahanyi
- Haut – A
- B
- C
- D
- E
- F
- G
- H
- I
- J
- K
- L
- M
- N
- O
- P
- Q
- R
- S
- T
- U
- V
- W
- X
- Y
- Z